# Gravel
Gravel — гоночная видеоигра 2018 года, разработанная компанией Milestone S.r.l. и изданная компаниями Milestone и Square Enix для Windows, PlayStation 4 и Xbox One. Порты на macOS и Linux от Virtual Programming были выпущены в январе 2019.

## Игровой процесс
В основе игры — вымышленная гоночная телевизионная программа «Off-Road Masters». Каждый участник должен зарабатывать звёзды для перехода к следующим испытаниям.

## Критика
| Сводный рейтинг    | Сводный рейтинг                     |
| Агрегатор          | Оценка                              |
| ------------------ | ----------------------------------- |
| GameRankings       | 67,86 %                             |
| Metacritic         | PC: 62/100 PS4: 67/100 XOne: 67/100 |
| Иноязычные издания |                                     |
| Издание            | Оценка                              |
| CGM                | 5/10                                |
| Hardcore Gamer     | 3/5                                 |
| IGN                | 5,9/10                              |
| Push Square        | [ 12 ]                              |

Gravel получил средние отзывы критиков. В рецензии Eurogamer Italy Gravel описывалась как сложная и увлекательная игра, но отмечалось, что «этого недостаточно, чтобы конкурировать с лучшими представителями жанра».